# عابر
عابر أو إيبر (بالعبرية: עֵבֶר)، يُقال: هو أبو العِبرانيين. ذُكر في سِفْر التكوين أنه عابر بن شالخ بن أرفخشذ بن سام بن نوح.
لعابر ولدان هما: يقطان وفالخ، أمَّا يقطان فقد ربطه بعض المؤرِّخين العرب بقحطان وابنه يعرب. وأمَّا فالخ فيُذكر من نسله إسماعيل بن إبراهيم وهو في الرابعة والثلاثين من العمر، وفالخ هو أبو رعو. عاش فالخ ثلاث مئة وأربعًا وثلاثين سنة.
يرى بعضُ المؤرِّخين أن عابر في النصوص اليهودية هو النبيُّ هود في النصوص الإسلامية. ويرى بعضهم أن قحطان وعدنان ابنا إسماعيل عليه السلام.